# A Head Full of Dreams
Albums de Coldplay
Ghost Stories
(2014) Everyday Life
(2019)
Singles
1. Adventure of a Lifetime
Sortie : 6 novembre 2015
2. Hymn for the Weekend
Sortie : 26 février 2016
3. Up&Up
Sortie : 22 avril 2016
4. A Head Full of Dreams
Sortie : 19 août 2016
5. Everglow
Sortie : 11 novembre 2016

A Head Full of Dreams est le septième album du groupe anglais Coldplay qui est sorti le 4 décembre 2015. Il est produit par Rik Simpson et Stargate.
Pour enregistrer cet album, Coldplay a collaboré avec les artistes Beyoncé, Noel Gallagher, Tove Lo, Khatia Buniatishvili et Merry Clayton.
A Head Full of Dreams a reçu des critiques généralement mitigées de la part des critiques. Néanmoins, ce fut un succès commercial car il a été en tête du UK Albums Chart et a culminé à la deuxième place aux États-Unis, en Australie, au Canada et en Italie, où il a été tenu à l’écart de la première place par l'album 25 d’Adele. Aux Brit Awards 2016, l’album a été nommé pour l’album britannique de l’année. C’était le huitième album le plus vendu de 2015 avec 1,9 million d’exemplaires vendus dans le monde, selon la Fédération internationale de l’industrie phonographique. C’était aussi le neuvième album le plus vendu de 2016, avec 1,4 million d’exemplaires vendus dans le monde, selon la Fédération internationale de l’industrie phonographique.  En novembre 2017, l’album s’est vendu à plus de 4,5 millions d’exemplaires dans le monde. Il est soutenu par cinq singles : Adventure of a Lifetime, Hymn for the Weekend, Up&Up, la chanson titre A Head Full of Dreams, et Everglow. Une version 5.1 Surround Blu-ray Audio de l’album est sortie sur le site web du groupe le 23 septembre 2016.

## Naissance artistique de l'album
Coldplay a commencé à travailler sur A Head Full of Dreams durant l'été 2014 alors qu'ils effectuaient la promotion de leur précédent album Ghost Stories.
Dans une interview accordée à BBC2 en décembre 2014, le bassiste Guy Berryman et le guitariste Jonny Buckland ont annoncé que l'ambiance d'A Head Full of Dreams serait fondamentalement différente de celle de leur précédent album. C'est « le jour et la nuit » a déclaré  Jonny Buckland. Par la suite, le chanteur Chris Martin a qualifié l'ambiance de cet album d'exaltante et colorée.

## Un album bilan
De nombreuses rumeurs concernant la possible séparation du groupe après cet album ainsi que le lancement en solo du chanteur ont vu le jour à la suite des déclarations de Chris Martin sur la BBC Radio 1 : « Nous sommes au milieu de l'enregistrement. C'est notre septième 'truc' et on le voit comme le dernier livre de la saga "Harry Potter". On ne dit pas qu'on ne fera pas un autre disque un jour mais c'est un cycle qui se termine »
Si ces rumeurs sont infirmées par le batteur du groupe, Will Champion, Chris Martin a rappelé au début de l'année 2016 qu'il ne se voyait pas écrire un autre album « conventionnel », même s'il ne pense pas que le groupe se sépare un jour. Dans cette optique, la chanson finale de l'album, Up&Up, lui parait comme le message qu'il cherchait à faire passer depuis ses débuts[réf. souhaitée].

## Tournée internationale
Le groupe n'avait pas fait de tournée depuis 2012, le précédent album ayant seulement été promu par une série très limitée de petits concerts. Cela a permis au groupe de retourner rapidement en studio afin de travailler sur ce nouvel album. Coldplay est donc de retour avec des musiques faites pour danser et un album festif. La tournée A Head Full of Dreams Tour débute en mars 2016.

## Liste des pistes
| No  | Titre                   | Producteur(s)                     | Durée |
| --- | ----------------------- | --------------------------------- | ----- |
| 1.  | A Head Full Of Dreams   | Rik Simpson, Stargate             | 3:43  |
| 2.  | Birds                   | Simpson, Stargate                 | 3:49  |
| 3.  | Hymn for the Weekend    | Simpson, Stargate, Digital Divide | 4:18  |
| 4.  | Everglow                | Simpson, Stargate                 | 4:42  |
| 5.  | Adventure of a Lifetime | Simpson, Stargate                 | 4:23  |
| 6.  | Fun (featuring Tove Lo) | Simpson, Stargate                 | 4:27  |
| 7.  | Kaleidoscope            | Simpson, Stargate                 | 1:57  |
| 8.  | Army Of One             | Simpson, Stargate, Daniel Green   | 3:23  |
| 9.  | Amazing Day             | Simpson, Stargate                 | 4:31  |
| 10. | Colour Spectrum         | Green                             | 1:00  |
| 11. | Up&Up                   | Simpson, Stargate                 | 6:45  |

| 12. | Miracles | - Stargate - Daniel Green - Rik Simpson | 3:55 |

## Suite de l'album
Le 14 juillet 2017, Coldplay sort un Extended Play intitulé Kaleidoscope EP, présenté comme un complément et la conclusion de l'album A Head Full of Dreams.
Les 5 chansons composant l'EP ont été enregistrées pendant la tournée A Head Full of Dreams Tour, entre 2016 et 2017.
La sortie de Kaleidoscope a permis de démentir les rumeurs de séparation du groupe.

## Certifications
| Pays                               | Certification | Unités certifiées |
| ---------------------------------- | ------------- | ----------------- |
| Allemagne (BVMI)                   | 2 × Platine   | 400 000           |
| Argentine (Warner Music Argentina) | Or            | 20 000            |
| Australie (ARIA)                   | 2 × Platine   | 140 000           |
| Autriche (IFPI Austria)            | Or            | 7 500             |
| Belgique (BEA)                     | Platine       | 30 000            |
| Brésil (Warner Music Brésil)       | Diamant       | 160 000           |
| Canada (Music Canada)              | 2 × Platine   | 160 000           |
| Danemark (IFPI Danemark)           | 3 × Platine   | 60 000            |
| États-Unis (RIAA)                  | Platine       | 1 000 000         |
| France (SNEP)                      | Diamant       | 500 000           |
| Hongrie (MAHASZ)                   | 2 × Platine   | 4 000             |
| Italie (FIMI)                      | 5 × Platine   | 250 000           |
| Mexique (AMPROFON)                 | Platine + Or  | 90 000            |
| Royaume-Uni (BPI)                  | 4 × Platine   | 1 375 805         |